# Аль-Хаким ан-Найсабури
Абу Абдуллах Мухаммад ибн Абдуллах аль-Ха́ким ан-Найсабу́ри (Нишапури́), также известный как Ибн аль-Ба́ййи’ (араб. ابن البيع‎; 933, Нишапур — 1014, Нишапур) — хафиз, «шейх мухаддисов», критик, автор сборников хадисов и трудов по хадисоведению, представитель шафиитского мазхаба.

## Биография
Его полное имя: Абу Абдуллах Мухаммад ибн Абдуллах ибн Мухаммад ибн Хамдавейхи ибн Нуайм ибн аль-Хакам ад-Дабби ат-Тахмани.
Аль-Хаким родился в третий понедельник месяца раби аль-авваль в 321 году по мусульманскому календарю в городе Нишапур (по. ар. «Найсабур», от чего и получил такую нисбу).
Начальное обучение мусульманским наукам аль-Хаким получил в Нишапуре, затем, когда ему исполняется двадцать лет, отправляется в земли Ирака. В общем счёте аль-Хаким обучался у немногим более тысячи шейхов в Хорасане, Ираке и Мавераннахре. Аль-Хаким передавал хадисы от своего отца, который встречался с Муслимом ибн аль-Хаджжаджем, от Абу Али ан-Найсабури, Исмаила ибн Мухаммада аш-Шаарани, Абу Тахира аз-Зияди и других. От аль-Хакима передавали хадисы ад-Даракутни, который был его учеником, Абу Бакр аль-Байхаки, аш-Ширази и многие другие.
Кроме собирания хадисов и преподавания, аль-Хаким был также кадием Нишапура и послом между Бувейхидами и Саманидами.
Аль-Хаким скончался в четверг, после молитвы Аср в месяц Сафар в 405 году хиджры. Молитву джаназа над ним прочитал кади Абу Бакр аль-Хири.

## Взгляды
Вот как аз-Захаби описывает аль-Хакима:

Он писа́л (книги), выводил (хадисы), занимался джархом и та’дилем (отведение или принятие передатчиков хадисов, согласно правилам науки хадиса), признавал достоверным (сахих), находил слабости (илал), был «морем знания», и у него была малая толика шиизма.
Оригинальный текст (ар.)وصنَّف وخرَّج , وجرَح وعدَّل , وصحَّح وعلَّل , وكان من بحور العلم على تَشَيُّعٍ قليل فيـه .

Некоторые улемы порицали аль-Хакима за шиизм. Например, передаётся от Абдуллаха аль-Ансари, что, когда его спросили об аль-Хакиме, он ответил:

Он был достойным доверия в хадисе, однако был скверным рафидитом.
Оригинальный текст (ар.)أنبأني أحمد بن سلامة , عن محمد بن إسماعيل الطرسوسي , عن ابن طاهر : أنه سأل أبا إسماعيل عبد الله بن محمد الهروي , عن أبي عبد الله الحاكم , فقال : ثقة في الحديث , رافضي خبيث .

Но аз-Захаби отвергает мнения о том, что он был рафидитом, однако подтверждает его склонность к шиизму.
Аль-Хакима также упрекали в лёгком отношении к достоверности хадисов и называли за это мутасахилем (букв. «облегчающий»). Передаёт аль-Музаффар ибн Хамза от Абу Саада аль-Малини, что он в книге «аль-Мустадрак аля аш-шейхайн» (дополнение к двум «Сахихам» аль-Бухари и Муслима) приводит хадисы которые не соответствуют критериям аль-Бухари и Муслима, хотя и называет его «дополнением» (мустадрак) к ним.